# Рязанский государственный радиотехнический университет

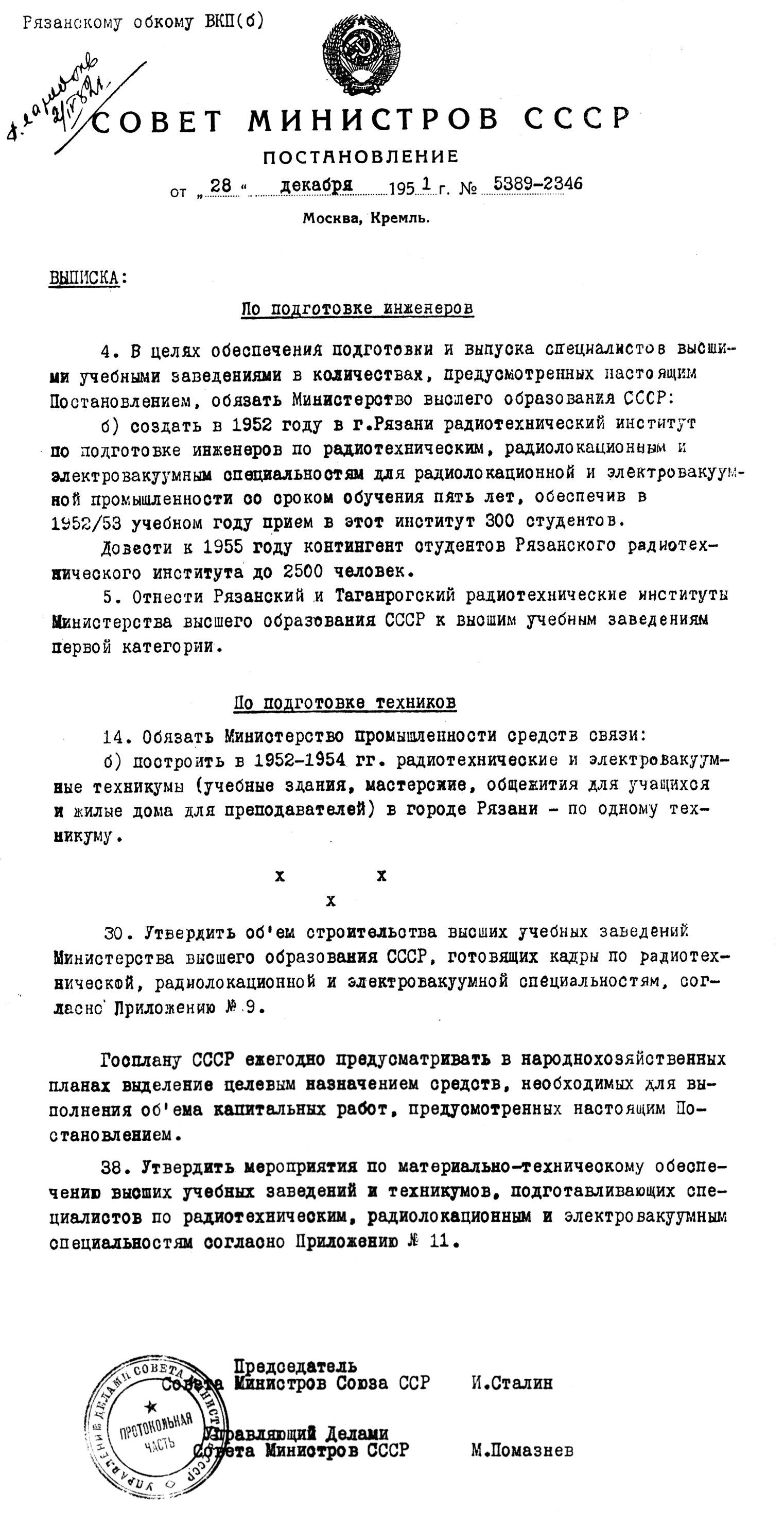
Постановление Совета Министров СССР от 28 декабря 1951 г. о создании Рязанского радиотехнического института

Ряза́нский госуда́рственный радиотехни́ческий университе́т и́мени В. Ф. У́ткина (РГРТУ имени В. Ф. Уткина) — старейший в России радиотехнический университет, располагающийся в городе Рязань. Один из ведущих российских центров подготовки специалистов для радиотехнической и оборонной промышленности. Основан в 1951 году как Рязанский радиотехнический институт, с 1993 года — академия, в 2006 году приобрёл статус университета.

## История университета
Рязанский радиотехнический институт (РРТИ) организован Постановлением Совета Министров СССР от 28 декабря 1951 года. Тогда же, постановлением Правительства СССР, были организованы Минский радиотехнический институт (МРТИ) и Таганрогский радиотехнический институт (ТРТИ). Институт изначально состоял из трёх факультетов: радиотехнического (РТФ), электровакуумного (ЭВФ), приборостроительный (ФП).
В 1956 году в университете появилась киностудия «РГРТУ-Фильм», в 1979 году ей было присвоено звание «Народная киностудия».
18 июля 1964 г. был образован Факультет автоматизированных систем управления (ФАСУ) (ныне - Факультет вычислительной техники (ФВТ)).
В 1993 году институт переименован в Рязанскую государственную радиотехническую академию (РГРТА), а в 2006 году получил статус университета (РГРТУ).
2 июля 1993 г. был образован Инженерно-экономический факультет (ИЭФ).
В 2005 году университет вошёл в составленный Министерством обороны России список ВУЗов, в которых будут созданы специализированные учебные военные центры на базе существующей военной кафедры.
Распоряжением Правительства Российской Федерации от 6 марта 2008 года в Рязанском государственном радиотехническом университете создан Учебный военный центр.
В 2011 году к университету присоединён Рязанский станкостроительный колледж.
В 2019 году университету присвоено имя Владимира Фёдоровича Уткина.
28 декабря 2021 года Рязанский Государственный Радиотехнический Университет отметил свой 70-летний юбилей.

## Состав университета
Факультеты
Радиотехники и телекоммуникаций (ФРТ):
- каф. телекоммуникаций и основ радиотехники (ТОР)
- каф. радиотехнических систем (РТС)
- каф. радиотехнических устройств (РТУ)
- каф. радиоуправления и связи (РУС)
- каф. физического воспитания (ФВ)

Электроники (ФЭ):
- каф. промышленной электроники (ПЭл)
- каф. электронных приборов (ЭП)
- каф. химических технологий (ХТ)
- каф. микро- и наноэлектроники (МНЭЛ)
- каф. общей и экспериментальной физики (ОиЭФ)

Автоматики и информационных технологий в управлении (ФАИТУ):
- каф. автоматики и информационных технологий в управлении (АИТУ)
- каф. информационно-измерительной и биомедицинской техники (ИИБТ)
- каф. автоматизированных систем управления (АСУ)
- каф. автоматизации информационных и технологических процессов (АИТП)
- каф. высшей математики (ВМ)
- каф. информационных технологий в графике и дизайне (ИТГД)

Вычислительной техники (ФВТ):
- каф. систем автоматизированного проектирования вычислительных средств (САПР ВС)
- каф. вычислительной и прикладной математики (ВПМ)
- каф. информационной безопасности (ИБ)
- каф. электронных вычислительных машин (ЭВМ)
- каф. космических технологий (КТ)

Инженерно-экономический (ИЭФ):
- каф. государственного, муниципального и корпоративного управления (ГМКУ)
- каф. экономики, менеджмента и организации производства (ЭМОП)
- каф. экономической безопасности, анализа и учёта (ЭБАУ)
- каф. безопасности жизнедеятельности и экологии (БЖДиЭ)
- каф. иностранных языков
- каф. истории, философии и права (ИФП)

Институты
- Гуманитарный институт

- Институт магистратуры и аспирантуры
- Институт дополнительного профессионального образования
- Военный учебный центр

Научное образование
- Аспирантура
- Докторантура

Среднее образование
- Станкостроительный колледж

Центры подготовки и переподготовки
- Факультет довузовской подготовки
- Центр переподготовки специалистов
- Центр дистанционного образования

Научные центры
- Научно-исследовательский институт обработки аэрокосмических изображений «Фотон»
- Научно-исследовательская лаборатория автономных информационно-управляющих систем
- Региональный центр зондовой микроскопии
- Научно-технический центр силовой электроники
- Студенческое конструкторское бюро «Аврора»
- Студенческий поисковый отряд РГРТУ «Связь» имени Ф. А. Полетаева

Бизнес центры
- Бизнес-инкубатор РГРТУ

Студенческие организации
- Туристический клуб «Альтаир»
- Киностудия «РГРТУ-Фильм»
- Бассейн «Радиоволна»
- Газета «Радист» (издаётся с 16 марта 1959 года)
- Студенческий отряд охраны правопорядка РГРТУ Октябрьского округа Рязани
- Клуб интеллектуальных игр РГРТУ
- Клуб технического творчества «КПД РГРТУ»
- Звёздные походы
- Студенческий педагогический отряд «Кислород»

Музей
- Музей истории РГРТУ[6]

## Филиалы
- Филиал в городе Сасово (Рязанская область) — на базе Сасовского лётного училища гражданской авиации. Давно закрыт.
- Филиал в городе Знаменск (Астраханская область) — на базе полигона Капустин Яр.

## Ректоры
За всю историю РГРТУ на должности ректора было 7 человек:
- Сапожков, Константин Андреевич (январь 1952 — сентябрь 1956 гг.)
- Ковалёв, Иван Сидорович (1956 — 1962 гг.)
- Поникаровский, Георгий Николаевич (1962 — 1970 гг.)
- Поповкин, Василий Иванович (1971 — 1983 гг.)
- Злобин, Владимир Константинович (июль 1983 — декабрь 2007 гг.)
- Гуров, Виктор Сергеевич (2007 — 2017 гг.)
- Чиркин, Михаил Викторович (с августа 2017 г. — и.о. ректора, с 4 июля 2017 г. — официально избран на должность ректора[7][8])(2017 — 2024 гг.)
- Банников, Сергей Александрович (с 28 мая 2024 г. - и.о. ректора)

## Памятные сооружения

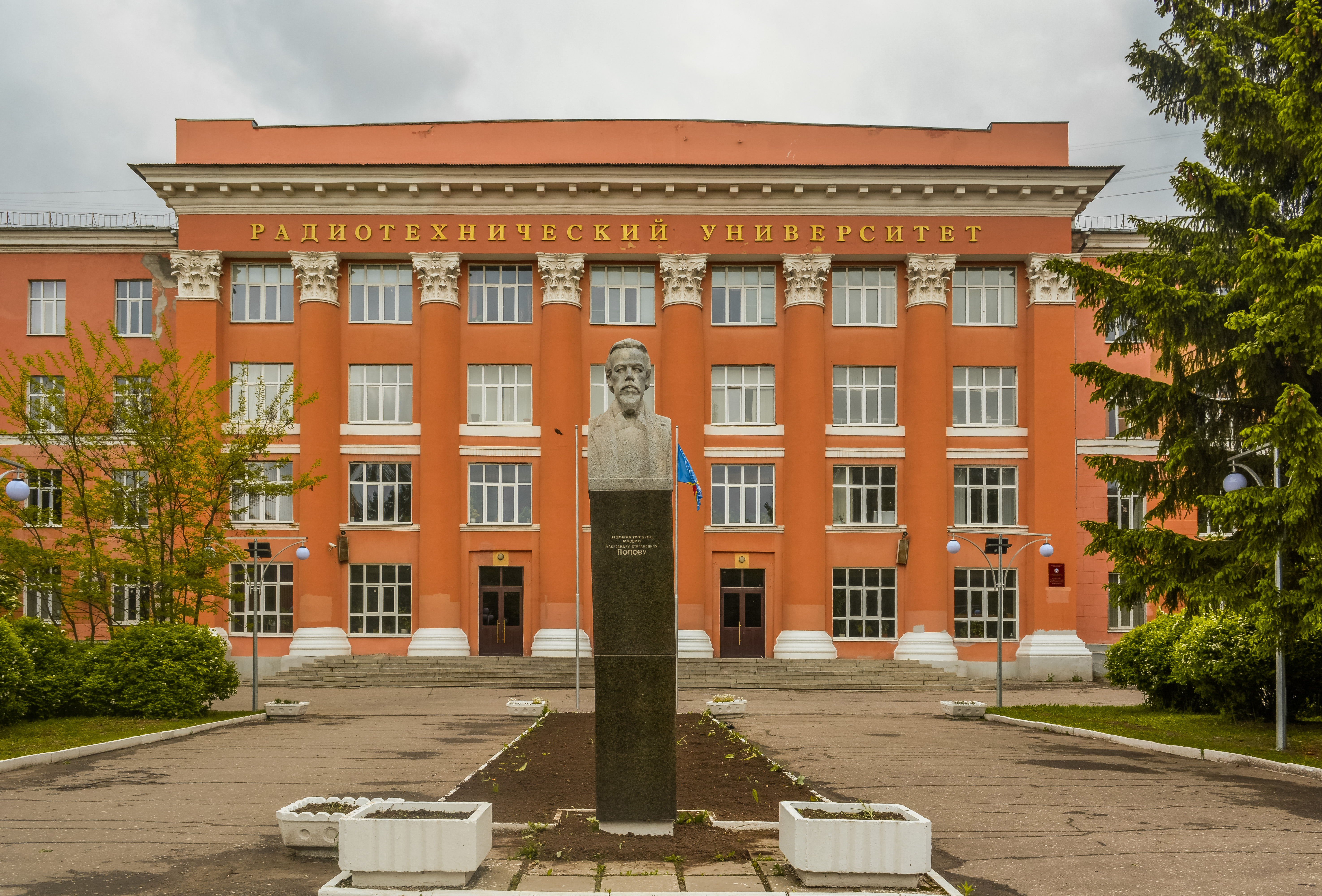
Бюст А. С. Попова перед РГРТУ

В РГРТУ есть бюст А. С. Попову у центрального корпуса, бюст В. Ф. Уткина в центральном корпусе, а также памятник зенитной управляемой ракеты 5Я23 ЗРК С-75 как подарок выпускникам РРТИ-РГРТА-РГРТУ.
Помимо бюстов и памятника, есть 9 памятных досок:
- Коршунов, Юрий Михайлович
- Миловзоров, Владимир [9]
- Орешкин, Павел Валентинович (профессор, д.т.н., Почётный гражданин г. Рязани, Заслуженный деятель науки и техники РФ, работал в РГРТУ с 1964 по 2002 годы) (9 января 1920 – 18 ноября 2002)[10]
- Пошехонов, Павел Васильевич (профессор, работал в РГРТУ 1955-1979 гг.)
- Сапожков, Константин Андреевич (первый ректор РРТИ)
- Текучв, Алексей Никитич (работал в РРТИ с 1956 по 1978 гг., профессор, доктор физико-математических наук, заслуженный деятель науки УзССР)
- Шуппе, Георгий Николаевич (Заслуженный деятель науки и техники РФ) (7 мая 1906 - 8 августа 1994)

## Традиции университета
Каждый год 7 мая, в День Радио, у главного здания университета на улице Гагарина встречаются друг с другом выпускники всех лет выпуска. В этот день на Пушкинской площади Центрального парка культуры и отдыха, рядом с университетом происходит традиционный «крестный ход» студентов и выпускников вуза, на котором также практикуется обмен радиодеталями.